# Bahnhof Hamburg Dammtor
Bahnhof Hamburg Dammtor egy vasútállomás Németországban, Hamburg városában. Napi 43 ezres utasforgalma alapján a Német vasútállomás-kategóriák közül a másodikba tartozik. Az állomáson áthaladó négy vágányból kettő a regionális és távolsági forgalmat, kettő pedig az S-Bahn forgalmat szolgálja ki.
A állomás megnyerte Az év vasútállomása díjat 2006-ban.

## Vasútvonalak
Az állomást az alábbi vasútvonal érinti:
- Verbindungsbahn (KBS 101.1)

## Forgalom
Az állomást az alábbi viszonylatok érintik:

### Távolsági forgalom
| Járatszám | Útvonal | Ütem         |
| --------- | --- | ------------ |
| ICE 20    | (Kiel –) Hamburg Dammtor – Hamburg Hbf – Hannover – Göttingen – Kassel-Wilhelmshöhe – Frankfurt (Main) – Mannheim – Karlsruhe – Freiburg (Breisgau) – Basel ( – Zürich – Interlaken)                              | kétóránként  |
| ICE 22    | (Kiel / Hamburg-Altona – ) Hamburg Dammtor – Hamburg Hbf – Hannover – Göttingen – Kassel-Wilhelmshöhe – Frankfurt (Main) – Frankfurt Flughafen – Mannheim ( – Heidelberg ) – Stuttgart                            | kétóránként  |
| ICE 25    | Hamburg Dammtor – Hamburg Hbf – Hannover Hbf – Göttingen – Kassel-Wilhelmshöhe – Fulda – Würzburg – Nürnberg Hbf – Ingolstadt Hbf – München ( – Garmisch‑Partenkirchen)                                           | óránként     |
| ICE 28    | Kiel – Hamburg Dammtor – Hamburg Hbf – Berlin Hbf – (Halle (Saale) – ) Leipzig Hbf – Jena Paradies – Nürnberg Hbf – Augsburg / Ingolstadt – München                                                               | óránként     |
| ICE 31    | Kiel Hbf – Hamburg Dammtor – Hamburg Hbf – Bréma – Osnabrück – Münster (Westf) – Dortmund Hbf – Essen – Düsseldorf – Köln – Koblenz – Mainz – Frankfurt (Main) Hbf – Würzburg – Nürnberg – Regensburg/München Hbf | napi egy pár |
| IC 26     | (Ostseebad Binz –) Stralsund – Rostock Hbf – Hamburg Hbf – Hannover Hbf – Kassel-Wilhelmshöhe – Gießen – Frankfurt (Main) Hbf – Heidelberg Hbf – Karlsruhe Hbf                                                    | kétóránként  |
| IC 27     | (Westerland (Sylt) – Hamburg Hbf –) Berlin Hbf – Dresden Hbf – Prag Hbf – Brno | napi egy pár |
| IC 30     | Hamburg Hbf – Münster (Westf) Hbf – Dortmund Hbf – Essen Hbf – Duisburg Hbf – Düsseldorf Hbf – Köln Hbf – Bonn Hbf – Koblenz Hbf Mainz Hbf – Mannheim Hbf – Stuttgart Hbf                                         | kétóránként  |
| IC 31     | (Kiel Hbf –) Hamburg Hbf – Münster (Westf) Hbf – Dortmund Hbf – Köln Hbf – Koblenz Hbf - Mainz Hbf – Frankfurt (Main) Hbf (– Würzburg Hbf – Nürnberg Hbf – Passau Hbf)                                            | kétóránként  |
| EC 99     | Hamburg-Altona – Hamburg Hbf – Salzwedel – Berlin Hbf – Cottbus – Breslau Hauptbahnhof – Kraków Głowny | napi egy pár |

### Regionális vonatok

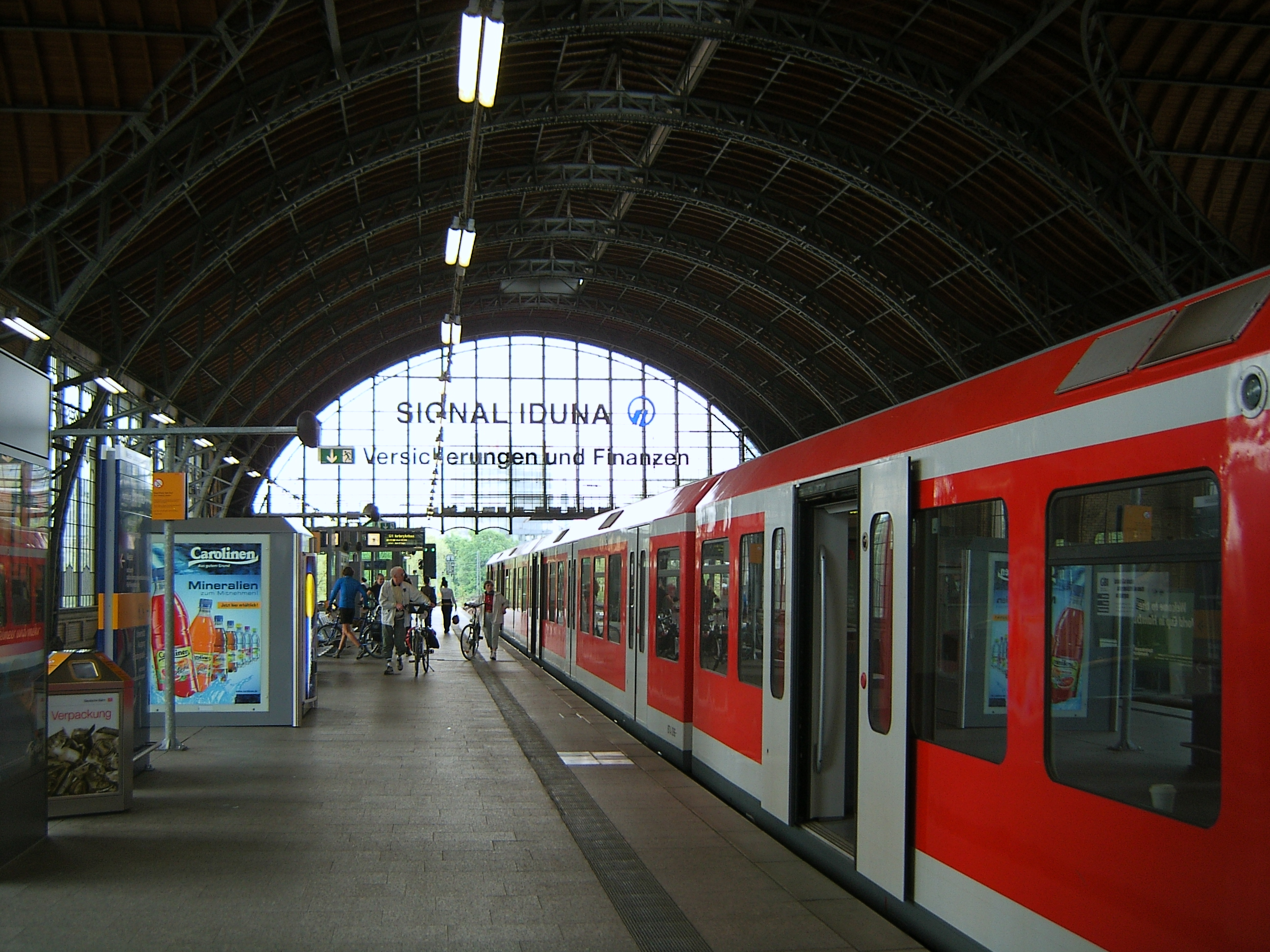
Egy S-Bahn az állomáson

| Járatszám | Útvonal                                                            | KBS | Üzemeltető    |
| --------- | ------------------------------------------------------------------ | --- | ------------- |
| R60       | Itzehoe – Elmshorn – Hamburg Dammtor – Hamburg Hbf                 | 103 | DB Regio Nord |
| R70       | Flensburg Bf/Kiel Hbf – Neumünster – Hamburg Dammtor – Hamburg Hbf | 131 | DB Regio Nord |

### S-Bahn
| Járatszám | Viszonylat |
| --------- | --- |
|           | Blankenese – Hochkamp – Klein Flottbek (Botanischer Garten) – Othmarschen – Bahrenfeld – Altona – Holstenstraße – Sternschanze – Dammtor – Hauptbahnhof – Berliner Tor – Landwehr – Hasselbrook – Wandsbeker Chaussee – Friedrichsberg – Barmbek – Alte Wöhr (Stadtpark) – Rübenkamp (City Nord) – Ohlsdorf – Kornweg (Klein Borstel) – Hoheneichen – Wellingsbüttel – Poppenbüttel |
|           | Elbgaustraße – Eidelstedt – Stellingen – Langenfelde – Diebsteich – Holstenstraße – Sternschanze – Dammtor – Hauptbahnhof – Rothenburgsort – Tiefstack – Billwerder – Moorfleet – Mittlerer Landweg – Allermöhe – Bergedorf – Reinbek – Wohltorf – Aumühle |
|           | Altona – Holstenstraße – Sternschanze – Dammtor – Hauptbahnhof \| – Hammerbrook (City Süd) – Veddel (BallinStadt) – Wilhelmsburg – Harburg – Harburg Rathaus – Heimfeld – Neuwiedenthal – Neugraben \| – Berliner Tor |

### Buszvonalak
- 4 (Metrobus) Eidelstedt – Langenfelde – Eimsbüttel – Schlump – Bf. Dammtor – Rathausmarkt – Hauptbahnhof/ZOB | – HafenCity
- 5 (Metrobus) Burgwedel – Schnelsen – Niendorf Markt – Lokstedt – Hoheluft – Bf. Dammtor – Rathausmarkt – Hauptbahnhof/ZOB
- 34 (Schnellbus) Lufthansa-Basis – Groß Borstel – Eppendorf Markt – Bf. Dammtor – Rathausmarkt – Hauptbahnhof – Wilhelmsburg – Kirchdorf (Süd)
- 109 (Stadtbus) Alsterdorf – Winterhude Markt – Harvestehude – Bf. Dammtor – Rathausmarkt – Hauptbahnhof
- 603 (Nachtbus) Schnelsen – Eidelstedt – Langenfelde – Eimsbüttel – Schlump – Bf. Dammtor – Rathausmarkt
- 604 (Nachtbus) Niendorf – Lokstedt – Hoheluft – Bf. Dammtor – Rathausmarkt
- 605 (Nachtbus) Groß Borstel – Eppendorf - Bf. Dammtor – Rathausmarkt

## Képgaléria

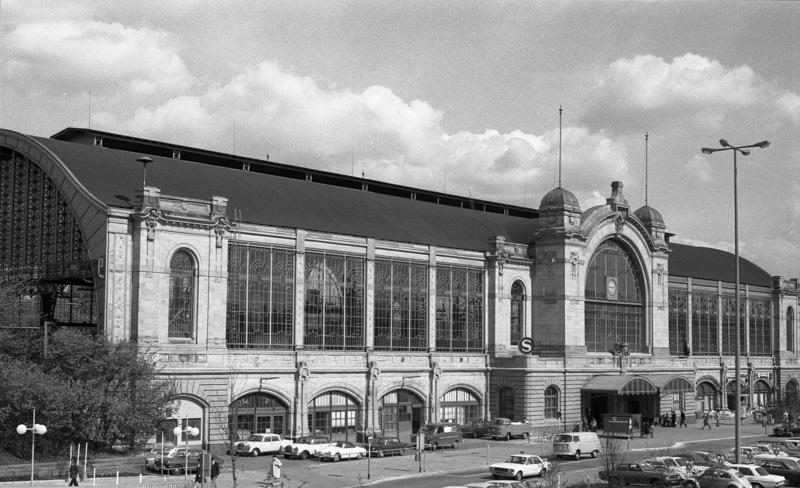
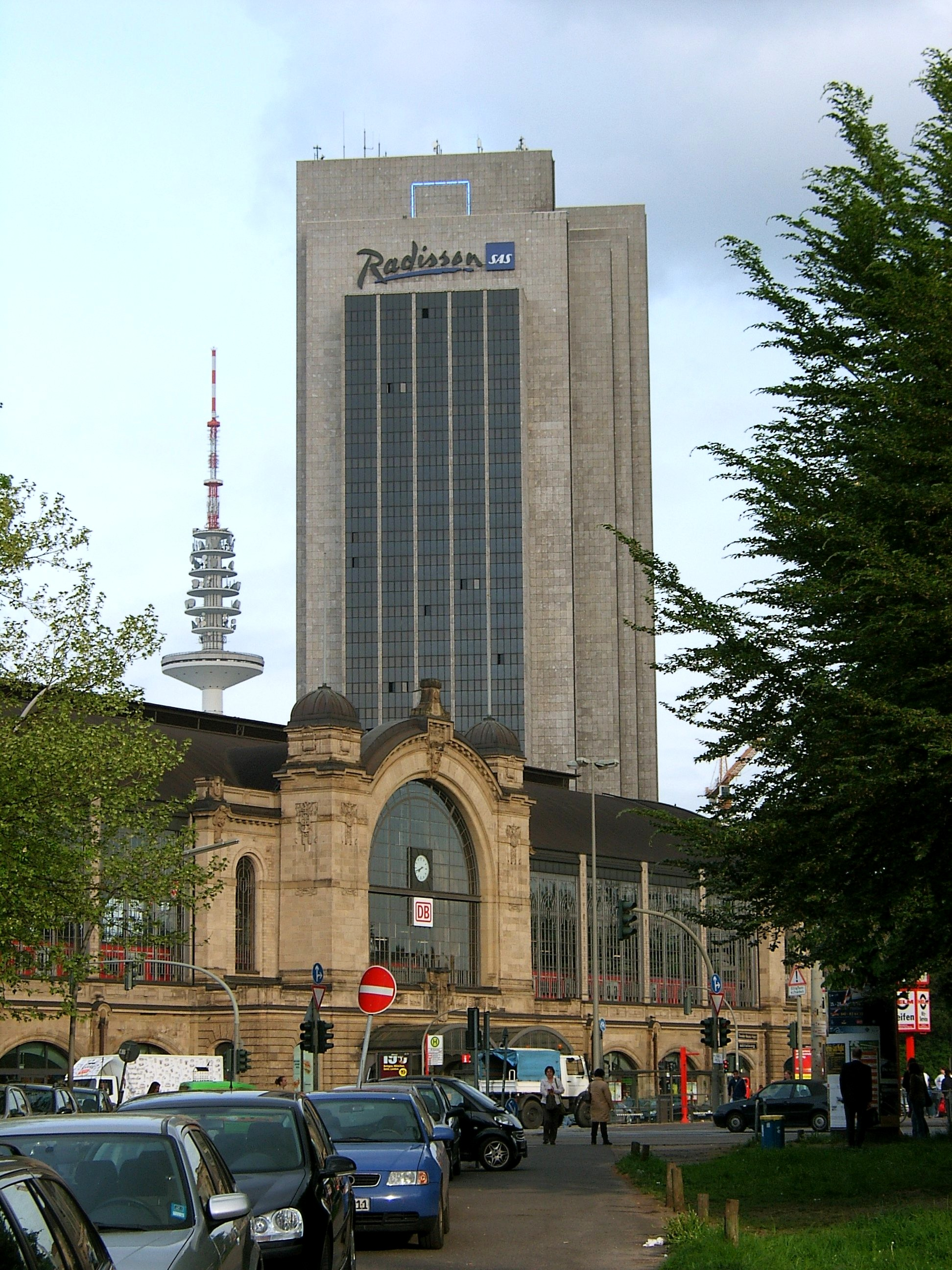
Dammtor vasútállomás Rotherbaumban. A háttérben a Radisson-SAS hotel látható.